# Cocquerel

Cocquerel este o comună în departamentul Somme, Franța. În 1 ianuarie 2022 avea o populație de 219 de locuitori.